# Le Temps des arpenteurs (film)
Pour plus de détails, voir Fiche technique et Distribution.
Le Temps des arpenteurs (titre original : Mērnieku laiki) est un film soviétique en noir et blanc, l'adaptation du roman éponyme de Reinis (lv) et Matīss Kaudzīte (lv),, réalisée par Voldemārs Pūce en 1968.

## Fiche technique
- Titre : Le Temps des arpenteurs
- Titre original : Mērnieku laiki
- Réalisation : Voldemārs Pūce
- Scénario : Jānis Kalniņš
- Directeur de la photographie : Jānis Briedis
- Musique : Marģeris Zariņš
- Directeur artistique : Herberts Līkums
- Seconds réalisateurs : Rolands Kalniņš et Varis Brasla
- Société de production : Rīgas Mākslas filmu studija
- Pays d'origine :  Union soviétique
- Dates de sortie : 1968
- Genre : drame
- Langue : letton
- Durée : 71 minutes

## Distribution
- Vija Artmane : Liena
- Gunārs Cilinskis : Kaspars
- Elza Radziņa : Oļiniete
- Pēteris Cepurnieks : Oļiņš
- Eduards Pāvuls : Prātnieks
- Kārlis Sebris : Pāvuls
- Emīlija Bērziņa : femme de Pāvuls
- Alfrēds Jaunušans : Ķencis
- Pēteris Pētersons : Pietuka Krustiņš
- Artūrs Dimiters : Feldhauzens
- Harijs Liepiņš : Švauksts
- Harijs Misiņš : Raņķis
- Lūcija Baumane : Annuža
- Anta Klints : Ilze
- Lilita Bērziņa : parente
- Kirils Martinsons : Tenis
- Egons Beseris : tenancier du bar
- Herberts Aigars : Grabovskis
- Boriss Praudiņš : baron
- Gunārs Placēns : Drekberģis
- Harijs Avens : Bisārs
- Mārtiņš Vērdiņš seniors : Mēnesnīca
- Ģirts Bumbieris : Čagulis
- Helmārs Velze : Bambāns
- Alfrēds Sausne : Ķeimurs
- Otomārs Kūns : Čiksts
- Oļģerts Šalkonis : Šrekhubers
- Juris Lejaskalns : Rāvnieks
- Voldemārs Zenbergs : Andrievs
- Edgars Sirmais : marguillier
- Artūrs Lēpe : chef de la paroisse de Slātava
- Miervaldis Ozoliņš : scribe du tribunal
- Augusts Pommers : sous-officier
- Pēteris Vasaraudzis : cosaque